# Kirche der Heiligen Übersetzer (Teheran)

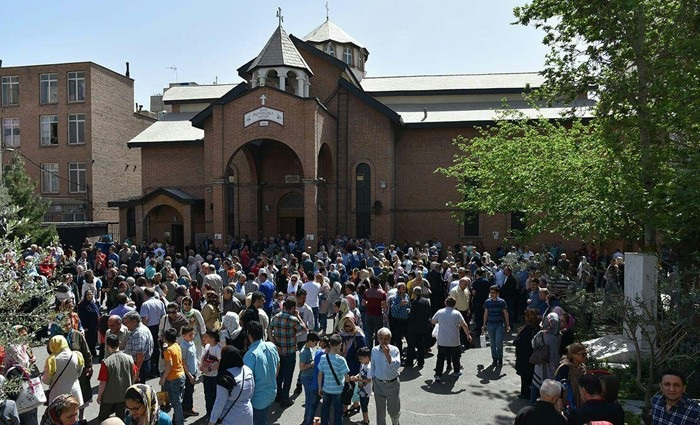
Targmantschatz-Kirche in Teheran, 2018

Die Kirche der Heiligen Übersetzer oder Surb Targmantschatz (armenisch Սուրբ Թարգմանչաց եկեղեցի Surb Targmantschatz jekeghezi, persisch کلیسای تارگمانچاتس مقدس, nach dem Armenischen auch کلیسای تارگمانچاتس) ist eine Kirche in der iranischen Hauptstadt Teheran, die im Jahre 1968 geweiht wurde. Sie gehört zum Bistum Teheran des Katholikats von Kilikien der Armenisch-Apostolischen Kirche.

## Standort
Die Teheraner armenische Kirche der Heiligen Übersetzer steht zwischen der Armenierstraße (Aramaneh) im Nordwesten (40 m entfernt, von hier der Zugang) und der Zarrin-Straße im Südosten (20 m entfernt) in einem länglichen Karree mit der Vahidiyeh-Straße im Südwesten (150 m entfernt) und der Schahid-Mirhoseyni-Straße im Nordosten (100 m entfernt).

## Geschichte
Nach dem Zweiten Weltkrieg wuchs die armenische Bevölkerung in Teheran, insbesondere durch Binnenmigration, und ließ sich auch in neuen Stadtteilen nieder, darunter auch im Vahidiyeh-Viertel. 1962 gab es das verheerende Erdbeben von Buinzahra mit zahlreichen Toten, bei dem auch das armenisch besiedelte Dorf Charaghan in der Region Buinzahra in der Nähe von Qazvin zerstört wurde. Die Überlebenden aus dem Dorf wurden mit Unterstützung des Weltkirchenrats und des armenisch-apostolischen Bistums Teheran in das Teheraner Vahidiyeh-Viertel umgesiedelt, wo die Kirche ein Grundstück von 6000 Quadratmetern erwarb.
Am 6. Oktober 1966 begann der Bau der Kirche, die zwei Jahre später – im November 1968 – fertiggestellt wurde. Im Dezember weihte Erzbischof Artak Manukian die Kirche. Die Kirche erhielt ihren Namen nach den Heiligen Übersetzern der Bibel ins Armenische (Սուրբ Թարգմանչաց, Surb Targmantschatz), den Schülern des Schöpfers des Armenischen Alphabets, Mesrop Maschtoz. Später wurde der Glockenturm der Kirche gebaut.

## Architektur
Die Teheraner Kirche der Heiligen Übersetzer ist eine Kreuzbasilika, deren Längsschiff in südwestlich-nordöstlicher Richtung mit der Apsis und dem Altar im Nordosten steht. Das Querschiff kreuzt das Längsschiff etwas mehr zum Altar hin, und über der Vierung erhebt sich auf einem zylindrischen Tambour mit zwölf Fenstern die Kuppel mit Pyramidendach und Kreuz an der Spitze. An der Nordwestseite des Querschiffes befindet sich über dem Eingang ein Narthex mit einem kleinen, offenen, achtkantigen Glockenturm mit entsprechendem Pyramidendach und Kreuz. Zusätzliche Eingänge sind an der Nordwestseite des Längsschiffes links neben dem Narthex sowie ganz rechts. Die Kirche ist aus Ziegeln gebaut. Die Wände sind innen verputzt und mit Bildern von biblischen Motiven verziert. Auf dem Hof befindet sich eine Büste des Bibelübersetzers Mesrop Maschtoz, die von der iranisch-armenischen Bildhauerin Lilit Teryan erstellt wurde.